# Time Lapse (Steve Hackett)
Time Lapse è un album musicale di Steve Hackett uscito nel 1992. Fu il decimo pubblicato dal chitarrista come solista e il primo che raccoglie registrazioni dal vivo. L'album venne registrato al Savoy Theater di New York (durante il tour  successivo alla pubblicazione di Cured) e negli studi televisivi della Central TV di Nottingham.

## Musicisti

### Artista
- Steve Hackett: chitarra classica, acustica e elettrica e voce.

### Altri musicisti
- John Hackett: flauto traverso, chitarra acustica e bass pedals
- Ian Ellis: basso elettrico e voce (tracce 1-5, 13-14)
- Julian Colbeck: tastiere e voce (tracce 1-5, 13-14)
- Fudge Smith: batteria (tracce 1-5, 13-14)
- Chas Cronk: basso elettrico e voce (tracce 6-12)
- Nick Magnus: tastiere (tracce 6-12)
- Ian Mosley: batteria (tracce 6-12)

## Tracce
1. Camino Royale – 7:33 (Hackett, Nick Magnus)
2. Please Don't Touch – 4:24
3. Every Day – 6:59
4. In That Quiet Earth – 3:50 (Banks, Collins, Hackett, Rutherford)
5. Depth Charge – 3:21
6. Jacuzzi – 4:29
7. The Steppes – 5:57
8. Ace of Wands – 7:36
9. Hope I Don't Wake – 4:13
10. The Red Flower of Tachai Blooms Everywhere – 2:44
11. Tigermoth – 3:22
12. A Tower Struck Down – 2:58 (Steve Hackett, John Hackett)
13. Spectral Mornings – 5:19
14. Clocks – 4:52

- Tutti i brani sono di Steve Hackett tranne dove indicato
- Le tracce 1-5, 13-14 sono state registrate ai Central TV Studios di Nottingham nell'ottobre 1990
- Le tracce 6-12 sono state registrate al Savoy Theater di New York nel novembre 1981.